# Opopanax chironium
Opopanax chironium is een soort uit de schermbloemenfamilie (Apiaceae). De stengel van de plant bevat een sap waaruit een hars gewonnen wordt.

## Beschrijving
De plant kan een groeihoogte tussen 1 en 3 meter bereiken. Het is een kruidachtige overblijvende plant met een vertakte stengel die vanaf de grond dik en ruw is. De wortel heeft een gele kleur en is dik en vlezig. De bladeren zijn geveerd, hebben lange bladstelen en grote gezaagde bladen. Aan het einde van de vertakte stengels vormen zich grote platte bloemschermen met kleine gele bloemetjes.

## Verspreiding
De plant is afkomstig uit de Levant en groeit in het wild in gebieden met een warm klimaat zoals Iran, Zuid-Frankrijk, Italië, Griekenland en Turkije, maar kan ook ik koelere klimaten groeien. De plant kan ook groeien in koelere klimaten, zoals in delen van Frankrijk, maar dan is het sap in de stengel van mindere kwaliteit.

## Gebruik
Deze plant wordt gebruikt voor de productie van bepaalde parfums. Uit de plant wordt een hars gewonnen, die bekendstaat onder de naam opopanax, door te snijden aan de voet van de stengel en het daar uitstromende sap te drogen in de zon. De geur is sterk, eigenaardig en onaangenaam en de smaak scherp en bitter. De licht ontvlambare hars kan als wierook worden verbrand wat een geur produceert die enigszins lijkt op balsem of lavendel.
Verder werd de hars gebruikt voor de behandeling van spasmes, en daarvoor ook als emmenagoog en voor de behandeling van astma, chronische viscerale infecties, hysterie en hypochondrie. In de handel wordt de hars meestal aangetroffen in kleine onregelmatige stukjes, maar soms ook als traanvormige druppels.

## Ondersoorten
- Opopanax chironium subsp. chironium
- Opopanax chironium subsp. bulgaricum (Vel.) N.Andreev[4]

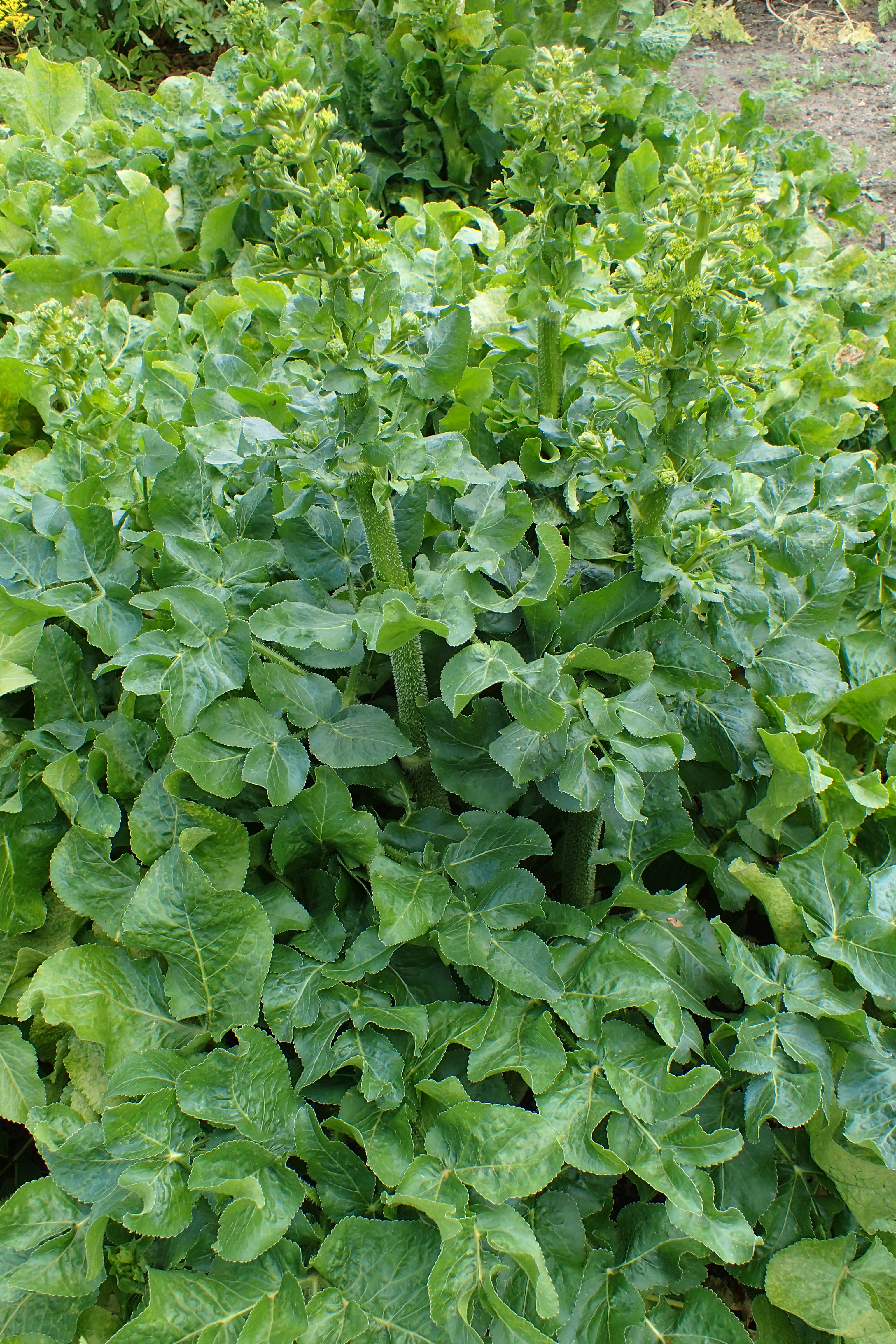
De bladeren.
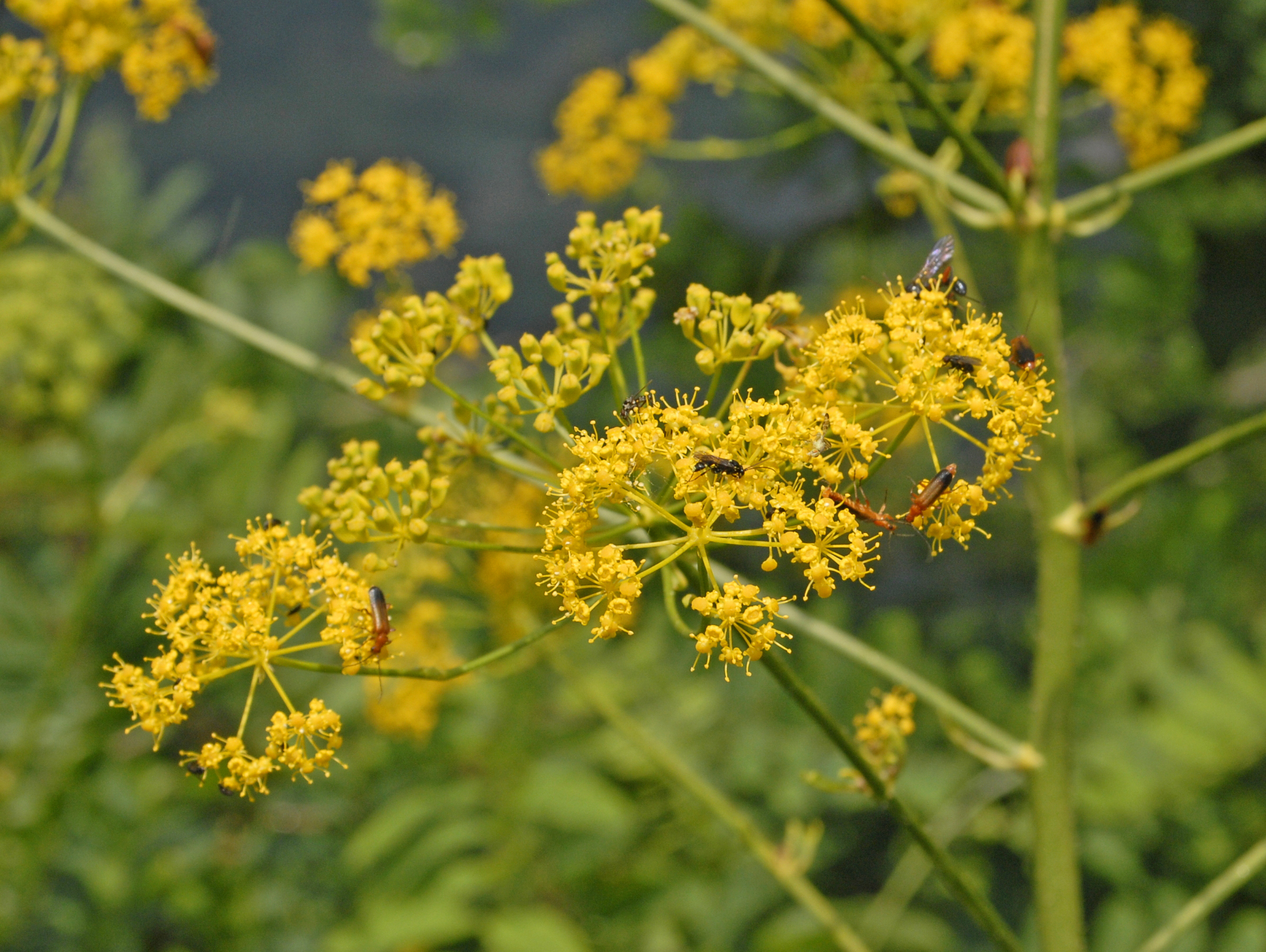
De bloeiwijze.